# チャクリー改革

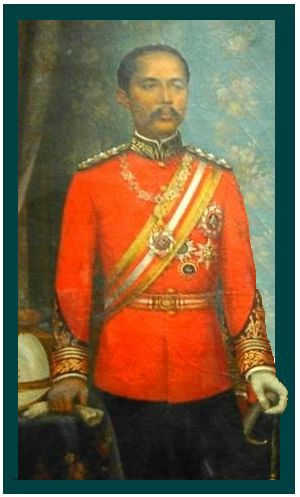
ラーマ5世

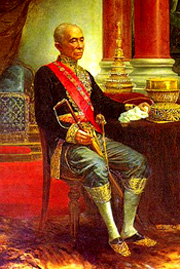
ラーマ4世

ダムロンラーチャーヌパープ親王

チャクリー改革（チャクリーかいかく）は、タイのチャクリー王朝・チュラーロンコーン大王（以下ラーマ5世）によって行われた一連の近代化のための改革のことである。狭義にはラーマ5世の改革のみを指すが、広義にはモンクット王（以下ラーマ4世）における近代化政策からワチラーウット王（ラーマ6世）までの一連の改革を指す。ここでは特に狭義のチャクリー改革を取り上げる。

## 背景
ラーマ5世の1868年（タイ仏暦2411年）の15歳での即位は、ラーマ4世ではなく有力貴族であるブンナーク家の管理の元で行われた。この時に王の摂政であったのがソムデットチャオプラヤー・ボーロムマハーシースリヤウォン（チュワン・ブンナーク）であった。当時のタイには副王の制度が存在した。これは、王が首都に不在の間代わりに政治を司るものであった。普通は、王の任命によるものであったが、この時はブンナーク家の承認を受け、ウィチャイチャーン副王が即位すると言う有様であった。そこでラーマ5世は1873年（タイ仏暦2416年）の20歳の時に、ヤング・サイアムという親王達からなる、青年右翼組織を組織し、その右翼組織から『ダルノーワート』と呼ばれるタイで初の新聞を発行し、ブンナーク家と癒着していたウィチャイチャーン副王を批判した。翌年、これらの批判によって副王宮殿は武装したため、ラーマ5世はあわてて武装解除の要求を促し、副王のクーデターは未遂に終わった。これはラーマ5世に衝撃を与え、王宮の脱ブンナーク化はよくよく考えて行わないといけないと知らしめた。
地方行政面では、当時「チャオムアン」とよばれた一種の知事にその地域の内政を任せ、財政的には中央政府とリンクせず、知事がいっさい取り仕切っていた。そのため、しばしば反対勢力となる場合もあった。その上、ラーンナータイ王朝、パタニ王国などの地方の王国があり、これらの地方政治のちぐはぐさは、ともすれば内戦にも陥り、ともすれば、タイ領を狙っていた、イギリス、フランスの勢力に占領されてしまうおそれを生じていた。
これらの不安感はラーマ5世に、タイが近代的な国家運営を必要としていることを知らしめた。この後、1882年（タイ仏暦2425年）に摂政・チュワン・ブンナークが死に、1885年（タイ仏暦2428年）にはウィチャイチャーン副王が死んだことから、ダムロンラーチャーヌパープ親王などの王族を導入し、ラーマ5世は本格的な国内改革に着手した。

## 改革

### 奴隷・人民解放
タイにはタートと呼ばれる一種の奴隷がいた。これは、厳密には奴隷ではなく、契約によって一時的に身体の自由を奪うことを承諾したものであり、売り買いが許されていた。これは当時のブンナーク家を中心とする王侯貴族の主要な財産であった。ラーマ5世は人道的意義を理由にこれらの奴隷を解放し平民に加えた。また地方では入れ墨と戸籍により知事の監督と労役の下に縛り付けていた、プライと呼ばれる人民を解放した。結果的に、欧米での評価が上がり、もはや「野蛮な国」ではなくなった。これは後にスムーズな不平等条約改正を助けた一要因でもある。
この業績により、タイではラーマ5世を慕うものが未だに多い。この業績によりラーマ5世はナリッサラーヌワティウォン親王から歓喜大王の称号を得た。ちなみに、欧米では創作である『アンナと王様』の記述に基づいて、当時王宮の御雇い教師だったアンナが少年時代のチュラーロンコーンに『アンクル・トムの小屋』を読ませ、奴隷解放を促したという説が信じられているが俗説である。

### 教育制度
ラーマ5世による教育制度の拡充は、国家を近代化するにあたり、近代国家にふさわしい人材を育成することは必須であった。まずは王室専用の学校の拡充、義務教育の導入である。また、王室師弟の留学を促進した。
この風習は現在でも続いていて、タイ社会では中流階級以上の子弟が海外に留学するのは一種のファッションとなっており、現在の官僚はほとんどが海外留学経験者となっている。

### 軍事
ラーマ5世は陸軍を中心に軍隊を近代化した。これは、地方が中央編入に反対し武装蜂起したときのために必要な政策の一つであった。後述するが、後に各地で実際に反乱が起き、この近代化された組織に叩かれた。これらの地方反乱の鎮圧は一部で批判を受けているが、イギリス・フランス勢力が地方の不統制につけ込んで侵略してくるのを防ぐことができたため、評価されるべきとの意見もある。このように有効な面があった軍事改革であったが、エリート化した軍隊が後に軍事政権の台頭を生み、民主化の後も国が停滞する原因にもなったことも注目すべきである。

### 交通・通信
ラーマ5世は鉄道や道路を整備し、内政の統一化を図った。これを補うものとして、電話、電信、郵便を整備した。また水道も整備した。

### 地方行政
まず、前項で挙げた地方の権力者による委任政治を廃止した。その後モントンと呼ばれる州制を導入し、その下にムアン（県）、アンプー（郡）、タンボン（町）、ムーバーン（村）を置き、中央集権国家に仕立て上げた。これは後にフランス・イギリスと国境の取り決めを行うときに有効に作用した。

### 領土割譲
一連の改革の中でも最も大きな痛手だったのが、6回にも及ぶ領土割譲である。現在のカンボジア・ラオスをフランスに取られ（仏領インドシナ）、さらにマレー半島の一部をイギリスに取られた。しかし、ある程度近代化していたことからあからさまな侵略ができなかったこと、イギリスとフランスの緩衝地帯としてタイを置いておく事が暗黙の了解になったことなどから、植民地化は避けることができた。しかし、失った領土は非常に大きく30万平方キロにも及ぶという。

## 結果
結果的には、チャクリー改革はほぼ成功したといえる。ブンナーク家の支配を離脱し、完全な王権政治を樹立した。また、インドシナ諸国が次々と侵略される中、近代化を成し遂げ、欧米の勢力を進入させなかったことは大きな進歩であるといえる。ラーマ5世が明治天皇と同時代の君主で、明治天皇と同じく近代化を成し遂げた点から、日本の明治維新とも対比される。
一方で、軍事強化による軍事政権の台頭や、強権的な中央集権化により地方反乱なども引き起こした。たとえば、イーサーン地方の千年王国やタイ南部の反乱である。現在イーサーンではほぼこのような反乱の動きはなくなったが、タイ南部、特に深南部三県を中心に、今でも反発運動が続いている。